# Jordan van der Gaag
Jordan van der Gaag (Den Haag, 3 januari 1999) is een Nederlands voetballer die doorgaans speelt als middenvelder. In juli 2022 verruilde hij Belenenses SAD voor União Leiria. Hij is de zoon van oud-voetballer en huidig voetbaltrainer Mitchell van der Gaag. Voetballer Bodi Brusselers is zijn neef.

## Clubcarrière
Van der Gaag speelde in de jeugdopleiding van Marítimo toen zijn vader daar hoofdtrainer was. In 2011 werd hij overgenomen door Benfica, waar hij lang in de jeugd speelde. Medio 2016 werd de Nederlander voor één seizoen verhuurd aan Estoril. In september 2017 verkaste Van der Gaag naar NAC Breda, waar hij zijn handtekening zette onder een verbintenis voor de duur van drie seizoenen. Een jaar later werd zijn vader de nieuwe trainer van NAC. Onder diens leiding maakte de middenvelder zijn professionele debuut. Op 12 augustus 2018 werd op bezoek bij AZ met 5–0 verloren door doelpunten van Jonas Svensson, Pantelis Hatzidiakos, Myron Boadu, Teun Koopmeiners en Bjørn Johnsen. Van der Gaag begon op de reservebank en twintig minuten voor het einde van de wedstrijd viel hij in voor Mitchell te Vrede.
Op de laatste dag van de transferperiode in augustus 2018 huurde Helmond Sport de middenvelder voor één seizoen. Eerder die zomer hadden ook Diego Snepvangers, Bart Meijers, Richelor Sprangers en Bodi Brusselers de tijdelijke overstap van NAC naar Helmond Sport gemaakt. In de zomer van 2020 liep zijn verbintenis bij NAC af en hierop vertrok hij naar Belenenses SAD. Twee seizoenen later verkaste Van der Gaag binnen Portugal naar União Leiria.

## Clubstatistieken
| Seizoen | Club            | Competitie      | Competitie | Competitie | Beker | Beker | Internationaal | Internationaal | Totaal | Totaal |
| Seizoen | Club            | Competitie      | Wed.       | Dlp.       | Wed.  | Dlp.  | Wed.           | Dlp.           | Wed.   | Dlp.   |
| ------- | --------------- | --------------- | ---------- | ---------- | ----- | ----- | -------------- | -------------- | ------ | ------ |
| 2018/19 | NAC Breda       | Eredivisie      | 2          | 0          | 0     | 0     | —              | —              | 2      | 0      |
| 2018/19 | → Helmond Sport | Eerste divisie  | 28         | 1          | 1     | 0     | —              | —              | 29     | 1      |
| 2019/20 | NAC Breda       | Eerste divisie  | 15         | 2          | 4     | 0     | —              | —              | 19     | 2      |
| 2020/21 | Belenenses SAD  | Primeira Liga   | 2          | 0          | 1     | 0     | —              | —              | 3      | 0      |
| 2021/22 | Belenenses SAD  | Primeira Liga   | 4          | 0          | 0     | 0     | —              | —              | 4      | 0      |
| 2022/23 | União Leiria    | Liga 3          | 26         | 2          | 2     | 0     | —              | —              | 28     | 2      |
| 2023/24 | União Leiria    | Liga Portugal 2 | 20         | 0          | 4     | 0     | —              | —              | 24     | 0      |
| Totaal  | Totaal          | Totaal          | 97         | 5          | 12    | 0     | 0              | 0              | 109    | 5      |

Bijgewerkt op 29 juli 2024.